# Schlangenschleichen
Die Schlangenschleichen (Dibamidae) sind eine Familie der Schuppenkriechtiere (Squamata). Es gibt zwei Gattungen, Anelytropsis, die monotypisch ist und in Mexiko vorkommt und Dibamus, die mit über 20 Arten in Südostasien, Indonesien, auf den Philippinen und im westlichen Neuguinea lebt.

## Merkmale
Schlangenschleichen sind klein und wurmförmig, ihre maximale Länge beträgt 25 Zentimeter, die Körperfarbe ist braun. Sie sind beinlos, nur die Männchen verfügen, ähnlich wie die Flossenfüße, über stummelartige Hinterbeine, mit denen sie sich bei der Paarung an den Weibchen festhalten. Äußere Ohröffnungen fehlen, die rudimentären Augen sind von einer Schuppe bedeckt.
Schlangenschleichen haben eine grabende Lebensweise, Anelytropsis hält sich in semiariden Gebieten, Buschland und in von Kiefern und Eichen dominierten Wäldern auf. Dibamus-Arten leben in tropischen Regenwäldern unter Steinen und unter verrottendem Holz. Die Nahrung der Tiere ist unbekannt. Sie vermehren sich ovipar und legen pro Gelege nur ein Ei.

## Systematik
Die systematische Stellung der Schlangenschleichen ist umstritten. Einige Wissenschaftler nehmen eine Verwandtschaft mit den Doppelschleichen (Amphisbaenia) an und stellen die Schlangenschleichen mit diesen in die Skinkartigen (Scincomorpha). Nach molekularbiologischen Untersuchungen stehen die Schlangenschleichen als primitivste Mitglieder an der Basis des Stammbaums der Schuppenkriechtiere (Squamata) und sind mit keiner anderen Gruppe näher verwandt.

### Gattungen und Arten
Zur Familie der Schlangenschleichen gehören derzeit folgende zwei Gattungen mit 25 rezenten Arten:
- Anelytropsis Cope, 1885

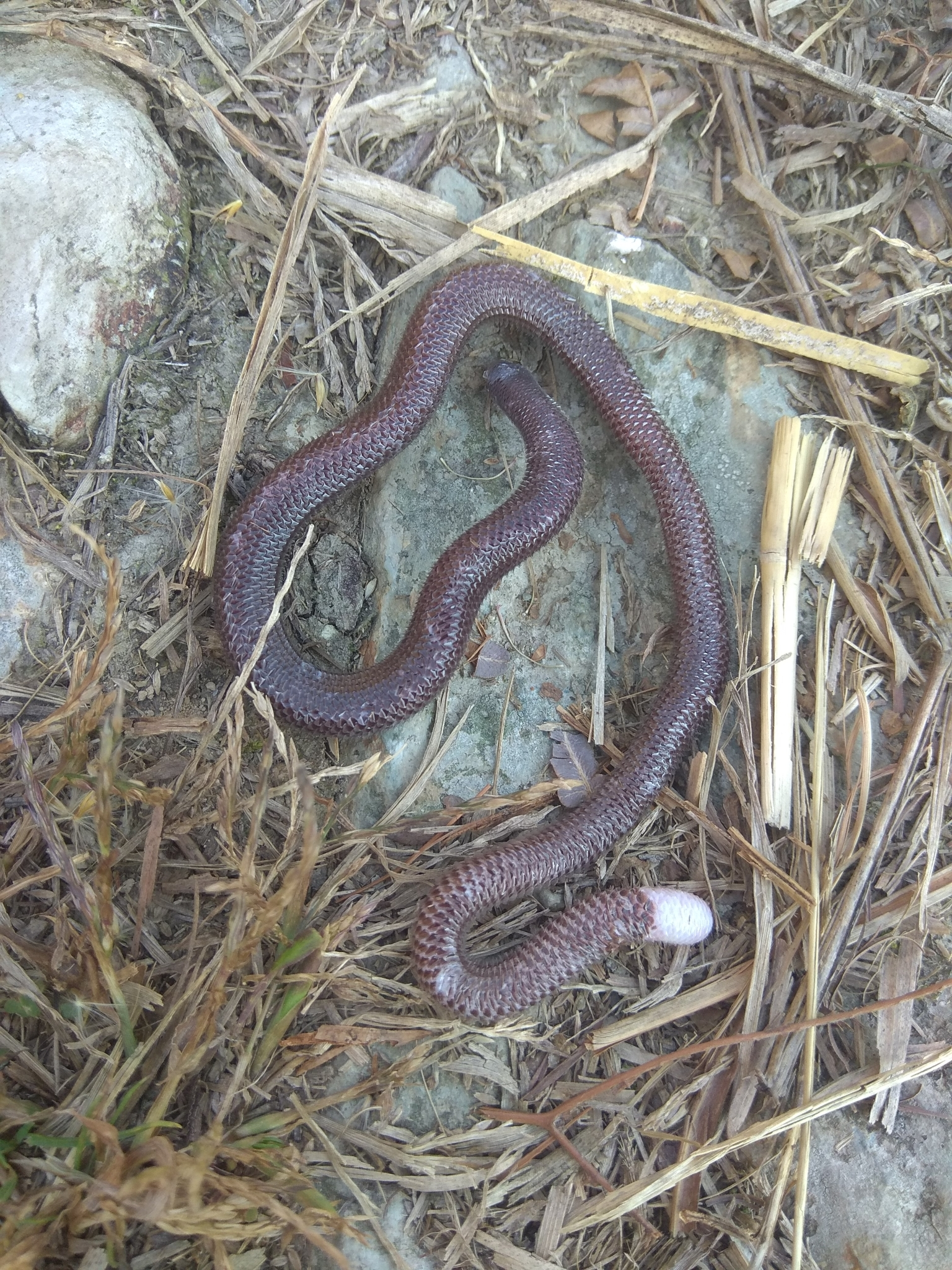
Dibamus bourreti

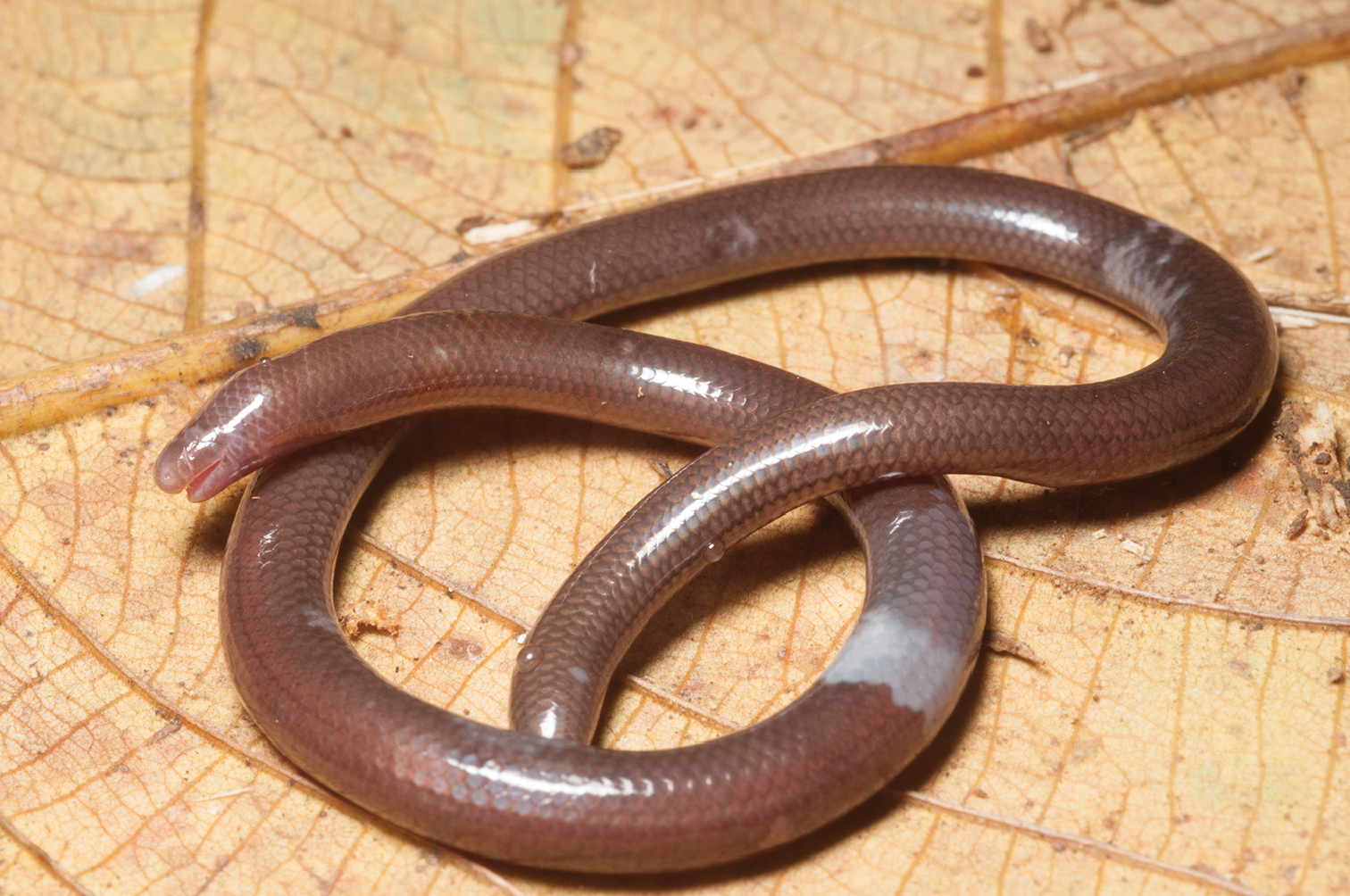
Dibamus cf. leucurus

  - Amerikanische Schlangenechse (Anelytropsis papillosus Cope, 1885)
- Dibamus Duméril & Bibron, 1839
  - Dibamus alfredi Taylor, 1962
  - Dibamus bogadeki Darevsky, 1992
  - Dibamus booliati Das & Yaakob, 2003
  - Dibamus bourreti Angel, 1935
  - Dibamus celebensis Schlegel, 1858
  - Dibamus dalaiensis Neang et al., 2011
  - Dibamus deharvengi Ineich, 1999
  - Dibamus dezwaani Das & Lim, 2005
  - Dibamus floweri Quah et al., 2017
  - Dibamus greeri Darevsky, 1992
  - Dibamus ingeri Das & Lim, 2003
  - Dibamus kondaoensis Honda, Ota, Hikida & Darevsky, 2001
  - Dibamus leucurus (Bleeker, 1860)
  - Dibamus manadotuaensis Koppetsch et al., 2019[4]
  - Dibamus montanus Smith, 1921
  - Dibamus nicobaricum (Steindachner, 1867)
  - Neuguinea-Schlangenschleiche (Dibamus novaeguineae Duméril & Bibron, 1839)
  - Dibamus seramensis Greer, 1985
  - Dibamus smithi Greer, 1985
  - Dibamus somsaki Honda, Nabhitabhata, Ota & Hikida, 1997
  - Dibamus taylori Greer, 1985
  - Dibamus tebal Das & Lim, 2009
  - Dibamus tiomanensis Diaz, Leong, Grismer & Yaakob, 2004
  - Dibamus vorisi Das & Lim, 2003